# ترافيس تشيري
ترافيس تشيري (بالإنجليزية: Travis Cherry)‏ هو ملحن ومنتج أسطوانات أمريكي، ولد في 17 مايو 1975.

## وصلات خارجية
- ترافيس تشيري على موقع ميوزك برينز (الإنجليزية)